# Distretto di Yanhu
Il distretto di Yanhu (盐湖区S, Yánhú QūP) è un distretto della Cina, situato nella provincia dello Shanxi e amministrato dalla prefettura di Yuncheng.